# Europese kampioenschappen kortebaanzwemmen 2006
De Europese kampioenschappen kortebaanzwemmen 2006 werden gehouden in Helsinki, Finland, van 7 december tot 10 december 2006. Het evenement vond plaats in het zwemcomplex Mäkelänrinteen uintikeskus, waar ook de EK zwemmen 2000 werden gehouden.

## Uitslagen

### Mannen

#### 50 meter vrije slag
| rang   | naam                   | land | tijd  |
| ------ | ---------------------- | ---- | ----- |
| Goud   | Eduard Lorente Ginesta | ESP  | 21"53 |
| Zilver | Milorad Čavić          | SRB  | 21"60 |
| Brons  | Julien Sicot           | FRA  | 21"68 |

#### 100 meter vrije slag
| rang   | naam            | land | tijd  |
| ------ | --------------- | ---- | ----- |
| Goud   | Filippo Magnini | ITA  | 46"81 |
| Zilver | Stefan Nystrand | SWE  | 47"05 |
| Brons  | Alain Bernard   | FRA  | 47"24 |

#### 200 meter vrije slag
| rang   | naam                  | land | tijd    |
| ------ | --------------------- | ---- | ------- |
| Goud   | Filippo Magnini       | ITA  | 1'42"54 |
| Zilver | Massimiliano Rosolino | ITA  | 1'44"17 |
| Brons  | Paweł Korzeniowski    | POL  | 1'44"41 |

#### 400 meter vrije slag
| rang   | naam                | land | tijd    |
| ------ | ------------------- | ---- | ------- |
| Goud   | Joeri Priloekov     | RUS  | 3'39"02 |
| Zilver | Przemyslaw Stanczyk | POL  | 3'39"92 |
| Brons  | Paweł Korzeniowski  | POL  | 3'40"40 |

#### 1500 meter vrije slag
| rang   | naam                | land | tijd          |
| ------ | ------------------- | ---- | ------------- |
| Goud   | Joeri Priloekov     | RUS  | 14'16"13 (ER) |
| Zilver | Mateusz Sawrymowicz | POL  | 14'28"43      |
| Brons  | Sébastien Rouault   | FRA  | 14'39"06      |

#### 50 meter rugslag
| rang   | naam            | land | tijd  |
| ------ | --------------- | ---- | ----- |
| Goud   | Helge Meeuw     | GER  | 23"70 |
| Zilver | Thomas Rupprath | GER  | 23"92 |
| Brons  | Lubos Krizko    | SVK  | 24"19 |

#### 100 meter rugslag
| rang   | naam              | land | tijd  |
| ------ | ----------------- | ---- | ----- |
| Goud   | Arkadi Vjatsjanin | RUS  | 51"11 |
| Zilver | Helge Meeuw       | GER  | 51"16 |
| Brons  | Thomas Rupprath   | GER  | 52"02 |

#### 200 meter rugslag
| rang   | naam              | land | tijd         |
| ------ | ----------------- | ---- | ------------ |
| Goud   | Arkadi Vjatsjanin | RUS  | 1'49"98 (ER) |
| Zilver | Helge Meeuw       | GER  | 1'53"45      |
| Brons  | Răzvan Florea     | ROU  | 1'53"71      |

#### 50 meter schoolslag
| rang   | naam              | land | tijd  |
| ------ | ----------------- | ---- | ----- |
| Goud   | Oleg Lisogor      | UKR  | 26"50 |
| Zilver | Alessandro Terrin | ITA  | 26"92 |
| Brons  | Darren Mew        | GBR  | 27"23 |

#### 100 meter schoolslag
| rang   | naam               | land | tijd  |
| ------ | ------------------ | ---- | ----- |
| Goud   | Oleg Lisogor       | UKR  | 58"14 |
| Zilver | Valeriy Dymo       | UKR  | 58"64 |
| Brons  | Alexander Dale Oen | NOR  | 58"70 |

#### 200 meter schoolslag
| rang   | naam            | land | tijd    |
| ------ | --------------- | ---- | ------- |
| Goud   | Dániel Gyurta   | HUN  | 2'06"58 |
| Zilver | Slawomir Kuczko | POL  | 2'06"61 |
| Brons  | Paolo Bossini   | ITA  | 2'07"13 |

#### 50 meter vlinderslag
| rang   | naam            | land | tijd  |
| ------ | --------------- | ---- | ----- |
| Goud   | Alexei Puninski | CRO  | 23"21 |
| Zilver | Thomas Rupprath | GER  | 23"34 |
| Brons  | Örn Arnarson    | ISL  | 23"55 |

#### 100 meter vlinderslag
| rang   | naam              | land | tijd  |
| ------ | ----------------- | ---- | ----- |
| Goud   | Milorad Čavić     | SRB  | 50"63 |
| Zilver | Peter Mankoč      | SLO  | 50"78 |
| Brons  | Nikolaj Skvortsov | RUS  | 51"17 |

#### 200 meter vlinderslag
| rang   | naam               | land | tijd    |
| ------ | ------------------ | ---- | ------- |
| Goud   | Paweł Korzeniowski | POL  | 1'52"33 |
| Zilver | László Cseh        | HUN  | 1'53"08 |
| Brons  | Nikolaj Skvortsov  | RUS  | 1'53"10 |

#### 100 meter wisselslag
| rang   | naam                | land | tijd  |
| ------ | ------------------- | ---- | ----- |
| Goud   | Peter Mankoč        | SLO  | 53"05 |
| Zilver | Vytautas Janusaitis | LTU  | 53"66 |
| Brons  | Aleksander Hetland  | NOR  | 53"70 |

#### 200 meter wisselslag
| rang   | naam                | land | tijd    |
| ------ | ------------------- | ---- | ------- |
| Goud   | László Cseh         | HUN  | 1'54"43 |
| Zilver | Vytautas Janusaitis | LTU  | 1'56"20 |
| Brons  | Tamas Kerekjarto    | HUN  | 1'57"12 |

#### 400 meter wisselslag
| rang   | naam              | land | tijd    |
| ------ | ----------------- | ---- | ------- |
| Goud   | Luca Marin        | ITA  | 4'01"71 |
| Zilver | László Cseh       | HUN  | 4'03"39 |
| Brons  | Yonnis Drymonakos | GRE  | 4'05"94 |

#### 4x50 meter vrije slag
| rang   | naam                                                            | land | tijd         |
| ------ | --------------------------------------------------------------- | ---- | ------------ |
| Goud   | Stefan Nystrand Petter Stymne Marcus Piehl Jonas Tilly          | SWE  | 1'24"89 (WR) |
| Zilver | Frédérick Bousquet Julien Sicot David Maître Alain Bernard      | FRA  | 1'25"16      |
| Brons  | Johan Kenkhuis Bas van Velthoven Robin van Aggele Mitja Zastrow | NED  | 1'26"03      |

#### 4x50 wisselslag
| rang   | naam                                                           | land | tijd         |
| ------ | -------------------------------------------------------------- | ---- | ------------ |
| Goud   | Helge Meeuw Johannes Neumann Thomas Rupprath Jens Schreiber    | GER  | 1'34"06 (WR) |
| Zilver | Tero Räty Jarno Pihlava Jere Hard Matti Rajakylä               | FIN  | 1'34"95      |
| Brons  | Cesare Pizzironi Alessandro Terrin Rudy Goldin Filippo Magnini | ITA  | 1'35"20      |

### Vrouwen

#### 50 meter vrije slag
| rang   | naam                | land | tijd  |
| ------ | ------------------- | ---- | ----- |
| Goud   | Marleen Veldhuis    | NED  | 23"69 |
| Zilver | Therese Alshammar   | SWE  | 23"76 |
| Brons  | Hanna-Maria Seppälä | FIN  | 24"57 |

#### 100 meter vrije slag
| rang   | naam             | land | tijd  |
| ------ | ---------------- | ---- | ----- |
| Goud   | Marleen Veldhuis | NED  | 52"41 |
| Zilver | Alena Poptsjanka | FRA  | 52"91 |
| Brons  | Josefin Lillhage | SWE  | 53"09 |

#### 200 meter vrije slag
| rang   | naam               | land | tijd         |
| ------ | ------------------ | ---- | ------------ |
| Goud   | Alena Poptsjanka   | FRA  | 1'54"25 (ER) |
| Zilver | Otylia Jędrzejczak | POL  | 1'54"39      |
| Brons  | Josefin Lillhage   | SWE  | 1'54"75      |

#### 400 meter vrije slag
| rang   | naam                | land | tijd         |
| ------ | ------------------- | ---- | ------------ |
| Goud   | Laure Manaudou      | FRA  | 3'56"09 (WR) |
| Zilver | Federica Pellegrini | ITA  | 3'59"96      |
| Brons  | Joanne Jackson      | GBR  | 4'01"48      |

#### 800 meter vrije slag
| rang   | naam                    | land | tijd    |
| ------ | ----------------------- | ---- | ------- |
| Goud   | Laure Manaudou          | FRA  | 8'12"24 |
| Zilver | Anastasia Ivanenko      | RUS  | 8'18"09 |
| Brons  | Erika Villaecija Garcia | ESP  | 8'20"09 |

#### 50 meter rugslag
| rang   | naam               | land | tijd  |
| ------ | ------------------ | ---- | ----- |
| Goud   | Janine Pietsch     | GER  | 27"32 |
| Zilver | Iryna Amsjennikova | UKR  | 27"44 |
| Brons  | Anna Gostomelski   | ISR  | 27"50 |

#### 100 meter rugslag
| rang   | naam               | land | tijd  |
| ------ | ------------------ | ---- | ----- |
| Goud   | Laure Manaudou     | FRA  | 57"87 |
| Zilver | Antje Buschschulte | GER  | 58"20 |
| Brons  | Iryna Amsjennikova | UKR  | 59"03 |

#### 200 meter rugslag
| rang   | naam               | land | tijd         |
| ------ | ------------------ | ---- | ------------ |
| Goud   | Esther Baron       | FRA  | 2'04"08 (ER) |
| Zilver | Iryna Amsjennikova | UKR  | 2'04"57      |
| Brons  | Elizabeth Simmonds | GBR  | 2'05"74      |

#### 50 meter schoolslag
| rang   | naam             | land | tijd  |
| ------ | ---------------- | ---- | ----- |
| Goud   | Janne Schäfer    | GER  | 30"43 |
| Zilver | Kate Haywood     | GBR  | 30"88 |
| Brons  | Elena Bogomazova | RUS  | 30"98 |

#### 100 meter schoolslag
| rang   | naam             | land | tijd    |
| ------ | ---------------- | ---- | ------- |
| Goud   | Anna Khlistunova | UKR  | 1'05"73 |
| Zilver | Kirsty Balfour   | GBR  | 1'06"57 |
| Brons  | Janne Schäfer    | GER  | 1'07"32 |

#### 200 meter schoolslag
| rang   | naam           | land | tijd    |
| ------ | -------------- | ---- | ------- |
| Goud   | Kirsty Balfour | GBR  | 2'21"82 |
| Zilver | Anne Poleska   | GER  | 2'23"12 |
| Brons  | Beata Kamińska | POL  | 2'24"87 |

#### 50 meter vlinderslag
| rang   | naam                  | land | tijd  |
| ------ | --------------------- | ---- | ----- |
| Goud   | Therese Alshammar     | SWE  | 25"36 |
| Zilver | Inge Dekker           | NED  | 25"65 |
| Brons  | Anna-Karin Kammerling | SWE  | 25"92 |

#### 100 meter vlinderslag
| rang   | naam               | land | tijd  |
| ------ | ------------------ | ---- | ----- |
| Goud   | Antje Buschschulte | GER  | 56"94 |
| Zilver | Inge Dekker        | NED  | 57"19 |
| Brons  | Martina Moravcová  | SVK  | 57"59 |

#### 200 meter vlinderslag
| rang   | naam               | land | tijd         |
| ------ | ------------------ | ---- | ------------ |
| Goud   | Otylia Jędrzejczak | POL  | 2'04"94 (ER) |
| Zilver | Beatrix Boulsevicz | HUN  | 2'06"73      |
| Brons  | Jessica Dickons    | GBR  | 2'07"36      |

#### 100 meter wisselslag
| rang   | naam                | land | tijd    |
| ------ | ------------------- | ---- | ------- |
| Goud   | Hanna-Maria Seppälä | FIN  | 1'00"45 |
| Zilver | Ganna Dzekal'       | UKR  | 1'00"50 |
| Brons  | Svitlana Khakhlova  | BLR  | 1'00"78 |

#### 200 meter wisselslag
| rang   | naam                 | land | tijd    |
| ------ | -------------------- | ---- | ------- |
| Goud   | Katarzyna Baranowska | POL  | 2'09"47 |
| Zilver | Camille Muffat       | FRA  | 2'10"83 |
| Brons  | Aleksandra Urbanczyk | POL  | 2'10"89 |

#### 400 meter wisselslag
| rang   | naam                 | land | tijd    |
| ------ | -------------------- | ---- | ------- |
| Goud   | Alessia Filippi      | ITA  | 4'31"58 |
| Zilver | Katarzyna Baranowska | POL  | 4'32"78 |
| Brons  | Anastasia Ivanenko   | RUS  | 4'33"46 |

#### 4x50 meter vrije slag
| rang   | naam                                                                     | land | tijd    |
| ------ | ------------------------------------------------------------------------ | ---- | ------- |
| Goud   | Magdalena Kuras Therese Alshammar Anna-Karin Kammerling Josefin Lillhage | SWE  | 1'36"61 |
| Zilver | Inge Dekker Saskia de Jonge Chantal Groot Marleen Veldhuis               | NED  | 1'37"27 |
| Brons  | Daniela Samulski Daniela Goetz Meike Freitag Annika Lurz                 | GER  | 1'38"50 |

#### 4x50 wisselslag
| rang   | naam                                                                      | land | tijd    |
| ------ | ------------------------------------------------------------------------- | ---- | ------- |
| Goud   | Janine Pietsch Janne Schäfer Antje Buschschulte Daniela Samulski          | GER  | 1'47"55 |
| Zilver | Therese Alshammar Rebecca Ejdervik Anna-Karin Kammerling Josefin Lillhage | SWE  | 1'48"14 |
| Brons  | Elizabeth Simmonds Kate Haywood Rosalind Brett Francesca Halsall          | GBR  | 1'48"26 |

## Medailleklassement
| Plaats | Land                | Goud | Zilver | Brons | Totaal |
| 1      | Duitsland           | 6    | 6      | 3     | 15     |
| 2      | Frankrijk           | 5    | 3      | 3     | 10     |
| 3      | Italië              | 4    | 3      | 2     | 9      |
| 4      | Rusland             | 4    | 1      | 4     | 9      |
| 5      | Polen               | 3    | 5      | 4     | 12     |
| 6      | Oekraïne            | 3    | 4      | 1     | 8      |
| 7      | Zweden              | 3    | 3      | 3     | 9      |
| 8      | Hongarije           | 2    | 3      | 1     | 6      |
| 8      | Nederland           | 2    | 3      | 1     | 6      |
| 10     | Verenigd Koninkrijk | 1    | 2      | 5     | 8      |
| 11     | Finland             | 1    | 1      | 1     | 3      |
| 12     | Slovenië            | 1    | 1      | 0     | 2      |
| 12     | Servië              | 1    | 1      | 0     | 2      |
| 14     | Spanje              | 1    | 0      | 1     | 2      |
| 15     | Kroatië             | 1    | 0      | 0     | 1      |
| 16     | Litouwen            | 0    | 2      | 0     | 2      |
| 17     | Slowakije           | 0    | 0      | 2     | 2      |
| 17     | Noorwegen           | 0    | 0      | 2     | 2      |
| 19     | Wit-Rusland         | 0    | 0      | 1     | 1      |
| 19     | Griekenland         | 0    | 0      | 1     | 1      |
| 19     | IJsland             | 0    | 0      | 1     | 1      |
| 19     | Israël              | 0    | 0      | 1     | 1      |
| 19     | Roemenië            | 0    | 0      | 1     | 1      |
| Totaal | Totaal              | 38   | 38     | 38    | 114    |

Langebaan (50 meter):

Boedapest 1926 · 
Bologna 1927 · 
Parijs 1931 · 
Maagdenburg 1934 · 
Londen 1938 · 
Monte Carlo 1947 · 
Wenen 1950 · 
Turijn 1954 · 
Boedapest 1958 · 
Leipzig 1962 · 
Utrecht 1966 · 
Barcelona 1970 · 
Wenen 1974 · 
Jönköping 1977 · 
Split 1981 · 
Rome 1983 · 
Sofia 1985 · 
Straatsburg 1987 · 
Bonn 1989 · 
Athene 1991 · 
Sheffield 1993 · 
Wenen 1995 · 
Sevilla 1997 · 
Istanboel 1999 · 
Helsinki 2000 · 
Berlijn 2002 · 
Madrid 2004 · 
Boedapest 2006 · 
Eindhoven 2008 · 
Boedapest 2010 · 
Debrecen 2012 · 
Berlijn 2014 · 
Londen 2016 · 
Glasgow 2018 · 
Boedapest 2020 · 
Rome 2022

Kortebaan (25 meter):

Sprintkampioenschappen: Gelsenkirchen 1991 · 
Espoo 1992 · 
Gateshead 1993 · 
Stavanger 1994

Kortebaankampioenschappen: Rostock 1996 · 
Sheffield 1998 · 
Lissabon 1999 · 
Valencia 2000 · 
Antwerpen 2001 · 
Riesa 2002 · 
Dublin 2003 · 
Wenen 2004 · 
Triëst 2005 · 
Helsinki 2006 · 
Debrecen 2007 · 
Rijeka 2008 · 
Istanboel 2009 · 
Eindhoven 2010 · 
Szczecin 2011 · 
Chartres 2012 · 
Herning 2013 · 
Netanya 2015 · 
Kopenhagen 2017 · 
Glasgow 2019 · 
Kazan 2021 · 
Otopeni 2023